# Temporada 1997-1998 del Club Joventut Badalona
La temporada 1997-1998 va ser la 59a temporada en actiu del Club Joventut Badalona des que va començar a competir de manera oficial. La Penya va disputar la seva 42a temporada a la màxima categoria del bàsquet espanyol. Va acabar la fase regular en la quarta posició, classificant-se per disputar els play-offs pel títol tal com havia fet la temporada anterior. També va competir a la Eurocopa, i va ser finalista de la Copa i de la Lliga Catalana. Aquesta temporada a més va ser la darrera amb la denominació Festina Joventut.

## Resultats
Eurocopa de la FIBA
El Joventut va participar aquest any en l'Eurocopa de clubs. En la fase de grups va acabar líder dels sis equips que formaven el grup A. A setzens es va desfer del Fenerbahçe de Turquia, i a vuitens va quedar eliminat a mans de l'ASVEL francès.
Lliga ACB i play-offs
A la Lliga ACB finalitza la fase regular en la quarta posició de 18 equips participants, classificant-se per disputar els play-offs pel títol. En 34 partits disputats de la fase regular va obtenir un bagatge de 24 victòries i 10 derrotes, amb 3.068 punts a favor i 2.889 en contra (+179). Als play-offs va quedar eliminat en quarts de final davant el FC Barcelona Banca Catalana (3-1).
Copa del Rei
A la Copa del Rei corresponent a aquesta temporada, celebrada a Valladolid, el Festina Joventut va ser finalista. A quarts de final va eliminar el Barça per 86 a 85, i a semifinals va guanyar el TDK Manresa per 70 a 82. Va perdre la final davant el Pamesa València 89 a 75.
Lliga Catalana
Va ser subcampió de la Lliga Catalana perdent la final davant el TDK Manresa per 77 a 76. En semifinals havia derrotat el Valvi Girona per 97 a 111.

## Plantilla
La plantilla del Joventut aquesta temporada va ser la següent:
| Club Joventut Badalona: plantilla 1997-98 |                 |            |      |
| #                                         | Jugador         | Pos.       | A.   |
| 4                                         | Dani Garcia     | Pivot      | 2.09 |
| 5                                         | Tanoka Beard    | Pivot      | 2.03 |
| 6                                         | Iván Corrales   | Base       | 1.82 |
| 9                                         | César Sanmartín | Aler       | 1.98 |
| 10                                        | Andre Turner    | Base       | 1.82 |
| 12                                        | Nacho Biota     | Aler       | 2.02 |
| 13                                        | Andy Toolson    | Aler       | 1.98 |
| 14                                        | Jackie Espinosa | Aler       | 1.96 |
| 15                                        | Fran Murcia     | Aler pivot | 2.03 |

| Club Joventut Badalona: staff 1997-98 |                      |
| Nom                                   | Funció               |
| Alfred Julbe                          | Entrenador           |
| Josep Maria Izquierdo                 | Entrenador assistent |
| Agustí Julbe                          | Entrenador assistent |

| Jugadors del planter amb minuts al 1r equip |               |         |      |              |
| #                                           | Jugador       | Pos.    | A.   | Participació |
| 99                                          | Roger Grimau  | Base    | 1.96 | 5 partits    |
| 99                                          | Raül López    | Base    | 1.82 | 1 partit     |
| 99                                          | Albert Oliver | Base    | 1.87 | 3 partits    |
| 99                                          | Josep Pacreu  | Escorta | 1.94 | 2 partits    |
| 99                                          | Álex Mumbrú   | Aler    | 2.02 | 4 partits    |

### Baixes
| Baixes a l'inici de temporada |            |
| Jugador                       | Pos.       |
| Jordi Villacampa              | Aler       |
| Alfonso Albert                | Pivot      |
| Xavier Crespo                 | Aler       |
| Oriol González                | Aler pivot |

| Baixes durant la temporada |       |
| Jugador                    | Pos.  |
| Alfonso Albert             | Pivot |